# Joyce Hyser
 (avril 2012).
Joyce Hyser (née le 20 décembre 1957 à New York) est une actrice américaine.
Hyser apparaît dans divers films des années 1980, dont le dernier est Just One of the Guys (1985).
Elle a ensuite principalement fait des guest-stars dans des émissions de télévision.
Hyser était intéressée par le rôle du Dr. Melfi sur Les Soprano, mais le rôle a été donné à Lorraine Bracco.
Dans les années 1990, elle cesse de paraître à la télévision pour privilégier les films et l'écriture de scénarios.
En 1994, elle incarne le rôle de Muriel dans le film Greedy aux côtés de Michael J. Fox.

## Filmographie

### Cinéma
- 1980 : The Hollywood Knights de Floyd Mutrux : Brenda Weintraub
- 1981 : Et tout le monde riait (They All Laughed) de Peter Bogdanovich : Sylvia
- 1983 : Staying Alive de Sylvester Stallone : Linda
- 1983 : Valley Girl de Martha Coolidge : Joyce (as Joyce Heiser)
- 1984 : Spın̈al Tap de Rob Reiner : Belinda
- 1985 : The Last Hunt de Marye Carline Leon : Pia
- 1985 : Just One of the Guys de Lisa Gottlieb : Terry Griffith
- 1989 : Wedding Band (es) : Karla Thompson
- 1994 : Greedy de Jonathan Lynn : Muriel
- 2000 : Can't Be Heaven de Richard Friedman : amie (non-créditée)
- 2002 : Manipulation perverse (Art of Revenge) de Simon Gornick (vidéo) : Lara Kane
- 2002 : Teddy Bears' Picnic d'Harry Shearer : Rita D'Onofrio
- 2014 : The Wedding Pact de Matt Berman : Sally

### Télévision

#### Téléfilms
- 1988 : Police Story: Monster Manor d'Aaron Lipstadt
- 1991 : Meurtre dans les hautes sphères (Murder in High Places) de John Byrum

#### Séries télévisées
- 1988 : Freddy, le cauchemar de vos nuits (Freddy's Nightmares) (saison 1, épisode 06 : La Fête du samedi soir) : Pretty Mary
- 1989 : Nick Mancuso, les dossiers secrets du FBI (saison 1, épisode 01 : Suspicious Minds) : Vicki Singer
- 1989 - 1990 : La Loi de Los Angeles (L.A. Law) (10 épisodes) : Allison Gottlieb
- 1990 : Lifestories (saison 1, épisode 09 : Steve Burdick) : Barbara Hudson
- 1990 : Jack Killian, l'homme au micro (Midnight Caller) (saison 2, épisode 18 : De l'autre côté du mur) : Lou Ann
- 1990 - 1991 : Flash (The Flash) : Megan Lockhart
  - épisode 02 : Vingt ans après
  - épisode 11 : Le Charlatan
  - épisode 21 : Le Procès du charlatan
- 1992 : Melrose Place (saison 1, épisode 09 : Une lourde responsabilité) : Dawn Bonds
- 1992 : Raven (saison 1, épisode 05 : Y a-t-il un fou dans l'asile ?) : Nora Blake
- 1994 : Viper (saison 1, épisode 09 : Passé singulier) : Claire
- 1995 : Courthouse (saison 1, épisode 03 : Conflict of Interest)
- 1995 : Arabesque (Murder, She Wrote) (saison 11, épisode 21 : Vaudou-Connection) : Portia Dekker
- 1995 : The Marshal (saison 1, épisode 12 : Unprotected Witness) : Annette Gabbiano
- 1998 : Pacific Blue (saison 4, épisode 07 : Filles à louer) : Dr Alicia Alper
- 2011 : Les Experts (CSI: Crime Scene Investigation) (saison 12, épisode 04 : Le Petit Prince) : Monique Roberts